# Gouttes d'eau sur pierres brûlantes
Pour plus de détails, voir Fiche technique et Distribution.
Gouttes d'eau sur pierres brûlantes est un film français réalisé par François Ozon en 1999 et sorti en Belgique et en France en 2000.
Le film est adapté de la pièce de théâtre de Rainer Werner Fassbinder, Tropfen auf heiße Steine, que l'artiste allemand a écrite à l'âge de dix-neuf ans mais n'a jamais mise en scène, ni au théâtre ni au cinéma. Se déroulant uniquement en huis clos, le film ne compte que quatre acteurs, Bernard Giraudeau, Malik Zidi, Ludivine Sagnier, et Anna Thomson.

## Synopsis
En Allemagne, dans les années 1970, Léopold, un homme d'affaires de 50 ans, installe chez lui son amant de 19 ans, Franz. Commence alors pour le jeune amant une vie recluse au foyer, d’où s’absente régulièrement son compagnon pour son travail. Malgré le mauvais caractère de Léopold, tout se passe moyennement bien jusqu'au jour où Anna, l'ancienne fiancée de Franz, réapparaît dans la vie de ce dernier, puis Véra, transgenre, dans celle de Léopold, avec qui elle avait passé 7 ans de sa vie.

## Fiche technique
- Titre : Gouttes d'eau sur pierres brûlantes
- Réalisateur : François Ozon
- Scénario : François Ozon, d'après une pièce de Rainer Werner Fassbinder
- Production : Olivier Delbosc, Marc Missonnier (Fidélité Productions), Christine Gozlan et Alain Sarde (Les Films Alain Sarde) et Kenzō Horikoshi (Eurospace Inc)
- Image : Jeanne Lapoirie
- Montage : Laurence Bawedin et Claudine Bouché
- Décors : Arnaud de Moleron et Valérie Chemain
- Costumes : Pascaline Chavanne et Emma Lebail
- Supervision musicale : Günter Loose
- Casting : Antoinette Boulat
- Pays d'origine :  France
- Langue originale : français (et en allemand pour quelques monologues de Franz et certaines chansons)
- Format : couleurs - 1,66:1 – 35 mm - Dolby Digital DTS
- Durée : 90 minutes
- Genre : drame, musical
- Budget : 2.6M€
- Dates de sortie :  
  - Allemagne : 13 février 2000 (Berlin International Film Festival)
  - France : 15 mars 2000
  - Belgique : 26 avril 2000

## Distribution
- Bernard Giraudeau : Léopold
- Malik Zidi : Franz
- Ludivine Sagnier : Anna
- Anna Thomson : Véra

## Box-office
Les données ci-dessous proviennent de l'European Audiovisual Observatory. Box-office européen : 371 035 entrées.
| Pays                          | Distributeur         | Box-office      | Date de sortie |
| Box office Autriche           | NC                   | 6 160 entrées   | NC             |
| Box-office Belgique           | NC                   | 6 887 entrées   | 26/04/2000     |
| Box-office Suisse             | NC                   | 3 301 entrées   | NC             |
| Box-office République tchèque | ACFK                 | 968 entrées     | 01/10/2001     |
| Box-office Allemagne          | Concorde Filmverleih | 5 401 entrées   | 07/12/2000     |
| Box-office France             | Haut et Court        | 62 051 entrées  | 15/03/2000     |
| Box-office Italie             | NC                   | 230 000 entrées | NC             |
| Box-office Estonie            | Filmimax             | 1 757 entrées   | 04/05/2001     |
| Box-office Norvège            | NC                   | 4 520 entrées   | NC             |
| Box-office Danemark           | NC                   | 668 entrées     | NC             |
| Box-office Pays-Bas           | Cinemien             | 7 299 entrées   | 05/10/2000     |
| Box-office Slovénie           | Kinoteka             | 24 entrées      | 29/10/2003     |
| Box-office Slovaquie          | WN Danubius Film     | 165 entrées     | 02/11/2000     |
| Box-office Québec             | NC                   | 202 entrées     | 01/01/2001     |
| Box-office Royaume-Uni        | NC                   | 9 765 entrées   | NC             |
| Box-office Hongrie            | NC                   | 6 634 entrées   | NC             |
| Box-office Irlande            | NC                   | 198 entrées     | NC             |
| Box-office Luxembourg         | NC                   | 474 entrées     | NC             |
| Box-office Espagne            | NC                   | 14 865 entrées  | NC             |
| Box-office Roumanie           | NC                   | 30 entrées      | NC             |
| Box-office Russie             | NC                   | 9 766 entrées   | NC             |

## Musique
- "Träume" (M. Boetter / F. Veyrich), interprétée par Françoise Hardy
- "Zadok the Priest" de George Frideric Handel, dir. Karl Richter
- "Symphonie N°4 en sol majeur" de Gustav Mahler, dir. Hans Swarowsky
- "Requiem - Dies iræ" de Verdi
- "Tanze Samba mit Mir" (T.Pac, T. Holiday, F. Bracardi), interprétée par Tony Holiday
- "Vor der Tür wird nicht geküsst" (K. Götz / G. Loose) interprétée par Susi Dorée
- "Wohlauf noch getrunken, "Miniature", "Auf der schwäbsche Eisebahne" de et par Thomas Kern-Niklaus

## Distinctions
- 2000 : Teddy Award à la Berlinale (et nomination à l'Ours d'or)
- 2000 : Meilleur film au Festival du film gay et lesbien de New York
- 2001 : nomination aux Césars dans la catégorie meilleur espoir masculin (pour Malik Zidi)